# Glaréole
Glareolinae
Sous-famille
Les glaréoles, ou glaréolinés, scientifiquement appelés Glareolinae, sont l'une des deux sous-familles de glaréolidés, l'autre étant celle des cursoriinés. Elle est représentée par huit espèces.

## Position systématique
Traditionnellement, les glaréolidés sont subdivisés en deux sous-familles, mais dans la classification de Sibley et Monroe, les cursoriinés  et les glaréolinés sont regroupés, les dromadinés constituant la seconde sous-famille.

## Liste des genres
- Glareola Brisson, 1760
- Stiltia G. R. Gray, 1855

## Liste des espèces
N.B. : l'ordre de cette liste n'est pas aléatoire, il correspond à des liens de parenté entre les différentes espèces (phylogénie). Elle a été établie à partir des listes d'Alan P. Peterson et de la Commission internationale des noms français des oiseaux (Cinfo).
- Glaréole à collier — Glareola pratincola (Linnaeus, 1766)
- Glaréole orientale — Glareola maldivarum J. R. Forster, 1795
- Glaréole à ailes noires — Glareola nordmanni Fischer von Waldheim, 1842
- Glaréole malgache — Glareola ocularis J. Verreaux, 1833
- Glaréole auréolée — Glareola nuchalis G. R. Gray, 1849
- Glaréole grise — Glareola cinerea Fraser, 1843
- Glaréole lactée — Glareola lactea Temminck, 1820
- Glaréole isabelle — Stiltia isabella (Vieillot 1816)